# Municipio de Pleasant Run
El municipio de Pleasant Run (en inglés: Pleasant Run Township) es un municipio ubicado en el condado de Lawrence en el estado estadounidense de Indiana. En el año 2010 tenía una población de 1883 habitantes y una densidad poblacional de 11,22 personas por km².

## Geografía
El municipio de Pleasant Run se encuentra ubicado en las coordenadas 38°56′30″N 86°20′29″O / 38.94167, -86.34139. Según la Oficina del Censo de los Estados Unidos, el municipio tiene una superficie total de 167.79 km², de la cual 167,75 km² corresponden a tierra firme y (0,03 %) 0,04 km² es agua.

## Demografía
Según el censo de 2010, había 1883 personas residiendo en el municipio de Pleasant Run. La densidad de población era de 11,22 hab./km². De los 1883 habitantes, el municipio de Pleasant Run estaba compuesto por el 96,97 % blancos, el 0,16 % eran afroamericanos, el 0,8 % eran amerindios, el 0,27 % eran asiáticos, el 0,21 % eran de otras razas y el 1,59 % eran de una mezcla de razas. Del total de la población el 0,69 % eran hispanos o latinos de cualquier raza.